# Yakuza (banda)
Yakuza es una banda de avant-garde metal, formada en Chicago en 1999. Han sido aclamados por incluir elementos de Jazz y Música del Mundo.

## Historia
Yakuza fue formado en 1999 por el americano Eric Plonka junto al batería James Staffel. Plonka, después de un intento fallido de encontrar a un guitarrista para la banda, (En ese entonces él era el bajista) aprendió a tocar la guitarra él solo y grabó un disco de tres canciones titulado Thursdays in Hell junto a Staffel. Usando dicho disco, pusieron un anuncio para encontrar a un bajista y encontraron a Eric Clark. Después de tocar en varios sitios sin cantante, respondieron a un anuncio puesto por Bruce Lamont in el Chicago Reader, llevándose así con él los saxofones, que han acabado dando la fama a la banda. Usando instrumentos inusuales como el ya mencionado saxofón y el clarinete, así como incorporando free jazz, música del mundo y música psicodélica, la banda debutó con su álbum independiente Amount to Nothing en 2001. El álbum fue bien acogido por la revista Terrorizer y el diario Chicago Sun Times. Yakuza apoyó la salida del disco con un tour acompañado de Candiria y Burnt by the Sun, y así llegando a conseguir un escenario en el Vans Warped Tour.

Ese éxito hizo que la banda firmara un contrato con la consiguiente salida de su segundo álbum Way of the Dead, con Century Media Records en 2002. Yakuza compartió escenario con Opeth, The Dillinger Escape Plan y Mastodon. El músico de Jazz, Ken Vandermark aparece en el disco (un directo insólito de 2002 puede encontrarse en YouTube). Aunque la banda recibía buenas críticas, las ventas del disco no fueron suficientes; como resultado, Way of the Dead fue el único disco producido por Century Media Records. En 2005, la banda firmó con Prosthetic Records, y en 2006, salió a la venta Samsara.

Samsara fue producido por Matt Bayles (Isis, Botch, Pearl Jam) en los estudios Volume, en Chicago. Yakuza incluyó una amplia gama de músicos invitados en el álbum, incluyendo al pianista Jim Baker, el chelista Fred Lonberg-Holm, Sanford Parker y a Troy Sanders de Mastodon.

Yakuza sacó Transmutations en 2007. Este álbum incorporaba elementos más psicodélicos, movimientos de doom metal e influencias Jazz, a la vez que usaba riffs y grooves grindcore. El álbum incluye temas acompañados del percusionista de Jazz de fama mundial Hamid Drake y Micheal Zerang. Esto es especialmente insólito puesto que estos dos rara vez tocan juntos, excepto durante su actuación anual en "Winter Solstice Performances", en Chicago.

En 2010, la banda saca Of Seismic Consequence, su primer álbum producido por Profound Lore Records.

## Influencias
La productora Prosthetic Records los describe así:

Manteniéndose fuertemente arraigados en un género por sí mismos, la existencia de YAKUZA se basa en una base metal de instinto progresivo, así como también añadiendo de alguna manera elementos jazz, world beat y ambiente post-rock.

Sus influencias más notorias son King Crimson, John Coltrane, Tortoise y Napalm Death. Bruce Lemont ha mencionado referencias a Pink Floyd, Huun Huur Tu, Peter Brötzmann, Battles, Enslaved, Brighter Death Now, George Orwell, Música Etíope, y Blut Aus Nord.

## Discografía
- Amount to Nothing (2001)
- Way of the Dead (2002), Century Media Records
- Samsara (2006), Prosthetic Records
- Transmutations (2007), Prosthetic Records
- Of Seismic Consequence (2010), Profound Lore Records
- Beyul (2012) Profound Lore Records

## Miembros de la Banda

### Miembros actuales
- Bruce Lamont – saxofón, clarinete, voz, efectos
- James Staffel – batería, percusión, teclado
- Matt McClelland – guitarra, voz
- Iván Cruz– Bajo, voz

### Miembros antiguos
- Eric Plonka – guitarra, voz, mezcla
- Eric Clark – bajo, guitarra, voz
- John E. Bomher – bajo